# Rogério Assis
Rogério de Assis Cornachione, conhecido como O Canhão ou Canhão de Cano Comprido (Votuporanga, 25 de maio de 1967), é um radialista e locutor esportivo brasileiro. 
Atualmente, é narrador da Rádio Bandeirantes e do BandSports, e faz parte do elenco atual de Os Donos da Bola na Rede Bandeirantes, ao lado de Neto e outros.

## Biografia
Iniciou sua carreira aos 15 anos de idade em uma emissora de rádio comunitária. Aos 18 anos, foi trabalhar em Belo Horizonte por 2 meses e depois seguiu para o norte de Minas Gerais, na cidade de Salinas, onde passou 2 anos.
De volta a São Paulo, Rogério se profissionalizou fazendo cursos no Senac e Rádioficina, obtendo o registro profissional. Seguiu para Santos, onde realizou eventos promocionais na rádio Jovem Pan durante 6 meses, quando foi convidado para trabalhar em São José dos Campos em mais uma emissora afiliada à Jovem Pan.
No ano 2000, teve uma breve passagem pelo Rio Branco de Americana trabalhando como assessor de imprensa.
Novamente em São Paulo, no ano de 2004, Rogério integra a equipe de locutores da Rádio Nativa FM.
Em 2005, Rogério Assis passa a estudar áudio profissional, e se torna um dos maiores especialistas no assunto, com palestras em todo Brasil. Hoje faz parte do quadro de docentes da Rádioficina (escola de comunicação).
Em 2014, foi contratado para se locutor esportivo da Rádio Capital e da Rádio Bandeirantes Campinas. Pouco tempo depois, se muda para a 105 FM.
Em 2015, foi nomeado no livro Os Mestres do Espetáculo, sobre os maiores narradores esportivos da história do rádio brasileiro, como o futuro da locução esportiva brasileira, no capítulo A Nova Safra.
Em 9 de dezembro de 2015, Rogério deixa a 105 e passa a integrar a equipe de esportes do Band Rádios, narrando agora pela Rádio Bandeirantes e Bradesco Esportes FM (sendo terceiro locutor na primeira e titular na segunda). Com o término da Bradesco Esportes FM, ele ficou exclusivo da Rádio Bandeirantes continuando como o terceiro locutor
Em 2017, Rogério Assis estreou como narrador do canal de TV por assinatura BandSports.